# Doerfel (cráter)

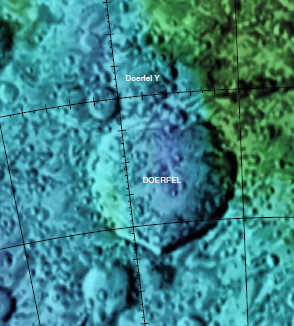
Localización de Doerfel

Doerfel es un cráter de impacto que se encuentra en la proximidad del polo sur, justo en la cara oculta de la Luna, aproximadamente a medio camino entre el gran cráter Hausen al este-noreste y el aún más grande cráter Zeeman al suroeste.
La pared exterior de Doerfel conserva gran parte de su forma original, pero ha sido redondeada y ligeramente erosionado por una historia de bombardeo posterior. Muchos pequeños cráteres se encuentran en el borde o muy cerca, especialmente a lo largo del borde oeste. Posee una ligera extrusión hacia el exterior en el borde sur, con el borde norte un tanto difuso y erosionado.
El interior del Doerfel también está marcado por varios pequeños cráteres en la superficie de otro modo relativamente plana. Presenta una muy ligera elevación central cerca del punto medio.

## Cráteres satélite
Por convención estos elementos son identificados en los mapas lunares poniendo la letra en el lado del punto medio del cráter que está más cerca de Doerfel.
|         | \| Doerfel \| Coordenadas \| Diámetro \| \| ------- \| -------------------------------- \| -------- \| \| R \| 71°18′S 119°24′O / -71.3, -119.4 \| 32 km \| \| S \| 69°54′S 119°36′O / -69.9, -119.6 \| 32 km \| \| U \| 68°48′S 117°12′O / -68.8, -117.2 \| 34 km \| \| Y \| 67°48′S 108°48′O / -67.8, -108.8 \| 68 km \| |          |
| Doerfel | Coordenadas | Diámetro |
| R       | 71°18′S 119°24′O / -71.3, -119.4 | 32 km    |
| S       | 69°54′S 119°36′O / -69.9, -119.6 | 32 km    |
| U       | 68°48′S 117°12′O / -68.8, -117.2 | 34 km    |
| Y       | 67°48′S 108°48′O / -67.8, -108.8 | 68 km    |